# PGC 1246921
LEDA/PGC 1246921 ist eine Galaxie im Sternbild Löwe auf der Ekliptik. Sie ist schätzungsweise 1,4 Milliarden Lichtjahre von der Milchstraße entfernt.